# Ministerstwo Środowiska
Ministerstwo Środowiska (MŚ) – polski urząd administracji rządowej, utworzony 29 marca 1972 jako Ministerstwo Gospodarki Terenowej i Ochrony Środowiska (pod tą nazwą od 10 listopada 1999 do likwidacji). Obsługiwało Ministra Środowiska, który kierował działem administracji rządowej środowisko.
Siedziba ministerstwa mieściła się w Warszawie w budynku dawnej dyrekcji Lasów Państwowych przy ul. Wawelskiej 52/54.
Od 15 listopada 2019 do marca 2020 obowiązki ministerstwa sprawowało Ministerstwo Klimatu. 6 października 2020 Ministerstwo Środowiska zostało połączone z Ministerstwem Klimatu i przekształcone w Ministerstwo Klimatu i Środowiska. 7 października 2020 z mocą obowiązującą od 6 października 2020 weszło w życie rozporządzenie Rady Ministrów znoszące Ministerstwo Środowiska.

## Kierownictwo
- Małgorzata Golińska (PiS) – sekretarz stanu od 14 maja 2020
- Edward Siarka (Solidarna Polska) – sekretarz stanu oraz pełnomocnik Rządu ds. leśnictwa i łowiectwa od 3 października 2020
- Urszula Dubejko – dyrektor generalna

## Struktura organizacyjna
W skład ministerstwa przed wydzieleniem z niego resortu klimatu wchodził Gabinet Polityczny Ministra oraz następujące jednostki organizacyjne:
- Departament Bezpieczeństwa i Zarządzania Kryzysowego
- Departament Edukacji Ekologicznej i Komunikacji
- Departament Geologii i Koncesji Geologicznych
- Departament Leśnictwa i Łowiectwa
- Departament Nadzoru Geologicznego
- Departament Ochrony Przyrody
- Departament Ochrony Złóż i Polityki Surowcowej RP
- Departament Prawny
- Departament Strategii, Funduszy i Zarządzania Projektami
- Departament Współpracy Międzynarodowej
- Biuro Dyrektora Generalnego
- Biuro Ekonomiczno-Administracyjne
- Biuro Kontroli i Audytu Wewnętrznego
- Biuro Ministra.

Organy podległe ministrowi lub przez niego nadzorowane:
- Generalny Dyrektor Ochrony Środowiska
- Główny Inspektor Ochrony Środowiska
- Prezes Państwowej Agencji Atomistyki

Jednostki organizacyjne podległe ministrowi lub przez niego nadzorowane:
- Jednostki organizacyjne:
  - Biuro Nasiennictwa Leśnego w Warszawie
  - Narodowy Fundusz Ochrony Środowiska i Gospodarki Wodnej w Warszawie
  - Państwowe Gospodarstwo Leśne „Lasy Państwowe” w Warszawie
- Instytuty badawcze:
  - Instytut Badawczy Leśnictwa w Sękocinie Starym
  - Instytut Ekologii Terenów Uprzemysłowionych w Katowicach
  - Instytut Ochrony Środowiska – Państwowy Instytut Badawczy w Warszawie
  - Państwowy Instytut Geologiczny – Państwowy Instytut Badawczy w Warszawie
- Parki Narodowe:
  - Babiogórski Park Narodowy z siedzibą w Zawoi
  - Białowieski Park Narodowy z siedzibą w Białowieży
  - Biebrzański Park Narodowy z siedzibą w Osowcu-Twierdzy
  - Bieszczadzki Park Narodowy z siedzibą w Ustrzykach Górnych
  - Drawieński Park Narodowy z siedzibą w Drawnie
  - Gorczański Park Narodowy z siedzibą w Porębie Wielkiej
  - Kampinoski Park Narodowy z siedzibą w Izabelinie
  - Karkonoski Park Narodowy z siedzibą w Jeleniej Górze
  - Magurski Park Narodowy z siedzibą w Krempnej
  - Narwiański Park Narodowy z siedzibą w Kurowie
  - Ojcowski Park Narodowy z siedzibą w Ojcowie
  - Park Narodowy „Bory Tucholskie” z siedzibą w Charzykowach
  - Park Narodowy Gór Stołowych z siedzibą w Kudowie-Zdroju
  - Park Narodowy „Ujście Warty” z siedzibą w Chyrzynie
  - Pieniński Park Narodowy z siedzibą w Krościenku nad Dunajcem
  - Poleski Park Narodowy z siedzibą w Urszulinie
  - Roztoczański Park Narodowy z siedzibą w Zwierzyńcu
  - Słowiński Park Narodowy z siedzibą w Smołdzinie
  - Świętokrzyski Park Narodowy z siedzibą w Bodzentynie
  - Tatrzański Park Narodowy z siedzibą w Zakopanem
  - Wielkopolski Park Narodowy z siedzibą w Jeziorach
  - Wigierski Park Narodowy z siedzibą w Krzywem
  - Woliński Park Narodowy z siedzibą w Międzyzdrojach
- Szkoły leśne:
  - Technikum Leśne w Białowieży
  - Technikum Leśne w Miliczu
  - Technikum Leśne im. prof. Jana Miklaszewskiego w Starościnie
  - Technikum Leśne im. Adama Loreta w Tucholi
  - Technikum Leśne im. prof. Stanisława Sokołowskiego w Warcinie
  - Zespół Szkół Leśnych w Biłgoraju
  - Zespół Szkół Leśnych im. inż. Jana Kloski w Goraju
  - Zespół Szkół Leśnych w Lesku
  - Zespół Szkół Leśnych w Rogozińcu
  - Zespół Szkół Leśnych im. Romana Gesinga w Zagnańsku
  - Zespół Szkół Leśnych i Ekologicznych im. Stanisława Morawskiego w Brynku

## Historia
Resort, którego kompetencją jest ochrona środowiska, funkcjonuje od 29 marca 1972, kiedy to powołano Ministerstwo Gospodarki Terenowej i Ochrony Środowiska. Ustawą z 28 maja 1975, w związku ze zmianami w funkcjonowaniu terenowych organów administracji państwowej, zmieniono nazwę resortu na Ministerstwo Administracji, Gospodarki Terenowej i Ochrony Środowiska. Na mocy ustaw z 28 lipca 1983 w miejsce MAGTiOŚ utworzono m.in. Urząd Ochrony Środowiska i Gospodarki Wodnej (przejął on również część zadań Ministerstwa Komunikacji oraz Ministerstwa Rolnictwa i Gospodarki Żywnościowej) na czele z ministrem-kierownikiem. Na mocy ustawy z 12 listopada 1985 w miejsce UOŚiGW oraz Centralnego Urzędu Geologii, a także po wydzieleniu części zadań zlikwidowanego Ministerstwa Leśnictwa i Przemysłu Drzewnego utworzono Ministerstwo Ochrony Środowiska i Zasobów Naturalnych. Następnie, 20 grudnia 1989 w miejsce MOŚiZN oraz Ministerstwa Rolnictwa, Leśnictwa i Gospodarki Żywnościowej utworzono od 1 stycznia 1990 Ministerstwo Rolnictwa i Gospodarki Żywnościowej oraz Ministerstwo Ochrony Środowiska, Zasobów Naturalnych i Leśnictwa.
10 listopada 1999 weszło w życie rozporządzenie Rady Ministrów z 26 października 1999, na mocy którego zmieniono nazwę resortu na Ministerstwo Środowiska.
Przed 1985 leśnictwem zajmowały się Ministerstwo Lasów (1945–1947), Ministerstwo Leśnictwa (1947–1956) oraz Ministerstwo Leśnictwa i Przemysłu Drzewnego (1956–1985). Ponadto w latach 1957–1960 istniało Ministerstwo Żeglugi i Gospodarki Wodnej.
W kwietniu 2013, po uchybieniach przy podpisywaniu przez EuRoPol Gaz z Gazpromem memorandum dotyczącego budowy gazociągu Jamał-Europa, rozważano utworzenie Ministerstwa Energetyki i Środowiska, lecz ostatecznie ograniczono się do powołania rządowego zespołu koordynującego politykę energetyczną. Resorty energii i środowiska połączono kilka lat później, tworząc Ministerstwo Klimatu i Środowiska.
W latach 2018–2020 z kompetencji resortu środowiska wyłączono dział gospodarka wodna, który wówczas przeszedł pod zarząd Ministerstwa Gospodarki Morskiej i Żeglugi Śródlądowej.
15 listopada 2019 prezydent powołał nowy rząd w którym obowiązki resortu środowiska przejął resort klimatu jednak postanowiono o rozłączeniu obu resortów, powołano specjalnego koordynatora w tej sprawie został nim minister-członek rady ministrów Michał Woś. 23 stycznia 2020 roku Sejm uchwalił ustawę zmieniającą ustawę o działach administracji rządowej, która w art. 5 nowelizowanej ustawy wprowadza dział klimat oraz dodaje zakres obejmujący ten dział. Ustawa weszła w życie 7 dni od dnia ogłoszenia w Dzienniku Ustaw, czyli 29 lutego 2020 roku. Rozporządzeniem Rady Ministrów z dnia 20 marca 2020 r. przywrócono Ministerstwo Środowiska z dniem 21 marca 2020. 7 października 2020 z mocą obowiązującą od 6 października 2020 weszło w życie rozporządzenie Rady Ministrów z dnia 7 października 2020 r. w sprawie zniesienia Ministerstwa Środowiska i rozporządzenie Rady Ministrów z dnia 7 października 2020 r. w sprawie utworzenia Ministerstwa Klimatu i Środowiska.